# 페이지 (시종)

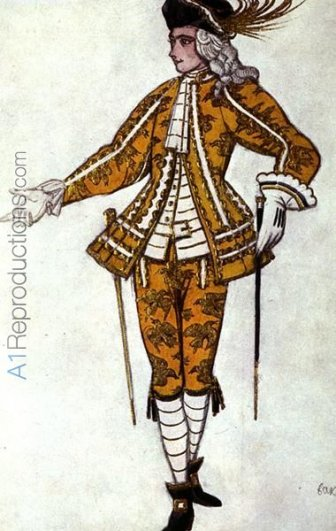
레온 박스트가 그린 잠자는 숲속의 미녀 중 페이지 복장

페이지(page) 또는 페이지 보이(page boy)는 전통적으로 어린 남아 시종을 가리키는 말이었지만, 귀족을 모시는 전령사 또는 견습기사를 가리키는 말이기도 했다. 이 용어의 기원은 불분명하지만, 시종(servant)을 뜻하는 라틴어 ‘페기우스’(pagius)에서 온 것이거나 농부(peasant) 또는 고대 그리스어인 παῖς(pais = child)에서 온 것으로 추측된다.

## 개요
중세 유럽의 페이지는 기사의 성이나 저택에서 복역하는 7, 8세부터 10대 중반 정도까지 소년을 가리킨다. 대부분은 귀족이나 장주의 자녀로, 왕의 궁정을 비롯해 생가보다 가문을 위해, 다른 유력 귀족에 봉공하면서 심부름꾼 역할을 했다. 장원 내에서 잡일을 맡아서 미래의 기사에 걸맞게 말과 무기의 취급법 및 테이블 매너 그리고 체스 게임 방법 등을 배웠다. 14세 정도가 되면 이번에는 견습기사가 되고 은 박차를 착용하여 주인의 신변잡기 처리를 담당하게 되었고, 전장에서도 보좌역을 지냈다.
현대에서는 호텔이나 사무실 등에서, 음성 및 안내를 담당하는 남자도 페이지(hotel page)로 불린다. 또한 미국 의회는 의원을 위해 심부름을하는 고등학교 학생을 페이지라고 부른다. 결혼식에서 웨딩 드레스의 옷자락을 들어주는 들러리 소년도 페이지라고 한다. 영국에는 ‘페이지 오브 아너’(Page of Honour)라는 제도가 있다. 귀족과 젠트리의 자제가 선임되어 행사 등에서 여왕 또는 왕비의 예식 옷자락을 들어주는 역할을 한다.

## 같이 보기
- 에스콰이어 (칭호)